# باشگاه فوتبال چلمزفورد سیتی
باشگاه فوتبال چلمزفورد سیتی (به انگلیسی: Chelmsford City Football Club) یک باشگاه فوتبال در شهر چلمزفورد، کشور انگلستان است که در سال ۱۸۷۸ میلادی تأسیس شده‌است.